# Ambiganahalli, Sidlaghatta
Ambiganahalli là một làng thuộc tehsil Sidlaghatta, huyện Kolar, bang Karnataka, Ấn Độ.